# Lago Sul
Lago Sul, amtlich portugiesisch Região Administrativa de Lago Sul, ist die Verwaltungsregion RA XVI  mit 28.219 Einwohnern im Süden von Brasília im brasilianischen Bundesdistrikt. Lago Sul ist von Villen und niedriggeschossigen Häusern geprägt und liegt am Südufer des Lago Paranoá. Die Verwaltungsregion grenzt an Santa Maria, Park Way, Candangolândia, Plano Piloto, Paranoá, Jardim Botânico und São Sebastião an.
Die Bevölkerung von Lago Sul gehört mehrheitlich der Oberschicht an (Index der menschlichen Entwicklung: 0,945). Neben Villen mit zahlreichen Swimming Pools, Gated Communities, Botschaften kleinerer Länder gibt es aber auch Krankenhäuser, Schulen und kleinere Einkaufszentren. Die Verwaltungsregion wurde am 10. Januar 1994 durch das Gesetz "Lei nº 643" eingerichtet.

## Sehenswürdigkeiten
Ermida de Dom Bosco, eine kleine Kapelle zu Ehren Don Boscos.

## Erholungsflächen
Entlang des Seeufers gibt es den sogenannten „Pontão“, eine Seepromenade mit Restaurants und Bars. Entlang der Halbinsel Pensinsula Sul ist auch ein Fuß- und Rad weg angelegt. Im Süden befindet sich der Jardim Botânico de Brasília.

## Verwaltung
Administrator der Verwaltungsregion ist Wander Azevedo.

## Verkehr
Lago Sul ist durch drei Brücken über den Lago Paranoá, darunter die Juscelino-Kubitschek-Brücke, mit Brasilia verbunden. Teil der Verwaltungsregion ist auch der internationale Flughafen Brasilias.